# جاسبارد دي كوليجني
كان جاسبارد دي كوليجني (Gaspard de Coligny) (16 فبراير 1519 – 24 أغسطس 1572)، Seigneur (حاكم) بلدية شاتيون (Châtillon) نبيلاً من نبلاء فرنسا ولواء بحري، كما اشتهر بكونه أحد قادة الهوغونوتيين المنضبطين في حروب فرنسا الدينية.

## السيرة الذاتية

### النسب
ينتمي كوليجني إلى إحدى عائلات برغونية النبيلة، وتبدأ أصول عائلته منذ القرن الحادي عشر، حيث كانوا يعملون في البلاط الملكي الفرنسي في عهد الملك لويس الحادي عشر. خدم جاسبارد دي كوليجني الأول والد كوليجني والذي يشتهر بكونه «مارشال شاتيون» في الجيش في الحروب الإيطالية في الفترة من عام 1494 إلى عام 1516 حيث تزوَّج في عام 1514 وأصبح مارشال فرنسا في عام 1516. أنجب كوليجني الأول من زوجته لويز دي مونتمورينسي (Louise de Montmorency) شقيقة كندسطبل المستقبلي ثلاثة أبناء قاموا جميعًا بأدوارٍ فعَّالةٍ في الحقبة الأولى من الحروب الدينية: وهم: أوديت (Odet) وجاسبارد وفرانسوا (François).

### فترة الطفولة
ولد كوليجني في Châtillon-sur-Loing عام 1519 وذهب إلى البلاط الملكي عندما بلغ 22 عامًا حيث بدأت تنشأ علاقة حميمة بينه وبين فرانسوا دوق جويز. اكتسب كولينجي شهرةً واسعةً في حملة عام 1543، وأصيب في الحصار على بلديتي مونتميدي (Montmédy) وباين (Bains). وفي عام 1544 خدم كوليجني في الحملة العسكرية الإيطالية بقيادة كونت إجهيين (Enghien)، وحصل على لقب فارس في معركة سيريسول. وعندما عاد إلى فرنسا شارك في العديد من العمليات العسكرية، وتم تعيينه كعقيد عام على جند المشاة (في إبريل عام 1547)، كما أنه تمكَّن من إظهار كفاءته وذكائه كمصلحٍ عسكري.
وفي نفس العام تزوَّج كوليجني شارلوت دي لافال (Charlotte de Laval) (d. 1568)، وتم تعيينه في منصب لواء بحري عندما توفي كلود دانيبووت (Claude d'Annebaut) (1552). وفي عام 1557 تم تكليفه بالدفاع عن مدينة سان كوينتين، حيث أظهر شجاعته وقدرته على اتخاذ القرار وقوة شخصيته أثناء الحصار عليها، ومع ذلك تم الاستيلاء عليها وتم حبسه في حصن L'Ecluse، ثم تم إطلاق سراحه بعد فدائه بـ 50,000 رأس.

### زعيم البروتستانتية
تأثر كوليجني من قبل بشقيقه دانديلوت وأصبح هوغونوتيًا. ويرجع تاريخ أول خطاب أرسله جان كالفن إليه إلى الرابع من سبتمبر عام 1558.

#### إنشاء مستعمرات الهوغنوت

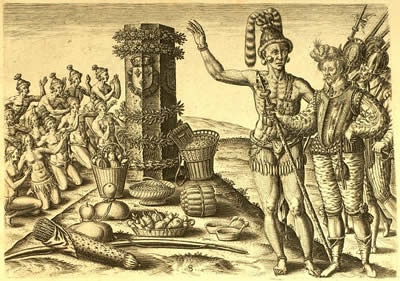
آثور (Athore)، ابن رئيس قبيلة تيموكوان (Timucuan) ساتوريوا (Saturiwa)، يعرض على لودونيير (Laudonnière) التمثال الذي نصبه جين ريبولت (Jean Ribault) عام 1562.

اهتم جاسبارد دي كوليجني سرًا بحماية أتباع دينه من خلال محاولة إنشاء مستعمراتٍ في الخارج يلجأ إليها الهوغنوتيون. فقد قام بتنظيم رحلة لإحدى مستعمرات الهوغنوتيين إلى البرازيل بقيادة نيكولاس دوراند دو فيليجايجنون (Nicolas Durand de Villegaignon) صديقه وزميله في سلاح البحرية ونائب اللواء البحري والذي أنشأ مستعمرة فرنسا أنتاركتيكا التي تقع في ريو دي جانيرو في عام 1555، ولكن البرتغاليين طردوا الهوغنوتيين منها بعد ذلك في عام 1567.
كما كان كوليجني في عام 1562 الولي الرئيسي للمستعمرة الفرنسية التي سقطت فورت كارولين والتي تقع في ولاية فلوريدا الإسبانية ويقودها الزعيم جين ريبولت.
وفي عامَي 1566 و1570 عرض كلٌ من فرانسيك (Francisque)وأندريه دالبني (André d'Albaigne) على كوليجني بعض المشروعات بهدف إقامة علاقات مع أراضي أوسترال. حيث دعَّم كوليجني هذه المبادرات إلا أنها عادت إلى نقطة الصفر عندما قُتل كوليجني في عام 1572 خلال مذبحة سانت بارثولوميو.

#### الصراعات الوطنية
عقب وفاة هنري الثاني عيَّن كوليجني لويس (Louis)، أمير كوندي (Condé) مكانه في مقدمة طائفة الهوغنوت، ونادى بالتسامح الديني وبإجراء بعض الإصلاحات الأخرى. اشتدَّت الخصومة بين كوليجني وفرانسوا دوق جويز في عام 1560 خلال اجتماع مجلس الأعيان في فونتينبلو (Fontainebleau). وعندما بدأت الحرب الأهلية في عام 1562 تردد كوليجني كثيرًا قبل أن يذهب إليها وظل مستعدًا للتفاوض إلى آخر لحظة. لم تظهر عبقرية كوليجني الفائقة في أيٍ من هذه الحروب، ولكنه كان يتصرف خلالها بحكمةٍ بالغةٍ ومثابرةٍ غير عادية، فقد كان «بطل الحظ السئ» («بطل سوء الحظ»)
في «الحرب الأولى» التي نشبت في الفترة 1562-63، قاد كوليجني سلاح الفروسية في معركة درو (Battle of Dreux) التي تُعد أولى المعارك الرئيسية، وقد استطاع كوليجني، بخلاف غيره من قادة القوات العسكرية تجنُّب الوقوع في الأسر وانسحب بنظامٍ جيدٍ قبل هزيمته. حمَّلته جويز (Guise) مسئولية اغتيال فرانسيس (Francis)، دوق جويز (Guise) في أورليون في عام 1563.
وفي «الحرب الثالثة» التي نشبت في عام 1569 أسفرت هزيمة أمير كوندي وقتله في معركة جارناك (Jarnac) عن بقاء كوليجني الزعيم الوحيد للجيوش البروتستانتية. انتصر كوليجني في معركة لاروش لابيل (Battle of La Roche-l'Abeille)، بينما هُزم في معركة مونكونتور (Battle of Moncontour) التي وقعت في الثالث من أكتوبر، حيث دخل في مفاوضاتٍ لتوقيع معاهدة سان جرمان (1570). عندما تزوَّج كوليجني جاكلين دي مونتبيل (Jacqueline de Montbel)، كونتيسة انتريمونت (Entremont) وعاد إلى البلاط الملكي في عام1571, ترقى بسرعةٍ وأصبح أحد المستشارين المقرَّبين للملك الضعيف الذي يَسهل خداعه تشارلز التاسع.
طرح اللواء البحري كوليجني على الملك تشارلز فكرة شن هجوم على فلاندرز الإسبانية (Spanish Flanders) من خلال تكوين جيشٍ من كلتي الديانتَين يقوده تشارلز شخصيًا، حيث أراد كوليجني بذلك أن يحرر الملك من وصاية والدته وطائفة غيس (Guises). قلقت كاترين دي ميديشي (Catherine de' Medici)، الملكة الأم من مراعاة الملك للواء البحري وتلبيته لمطالب الهوغنوتيين الجريئة المتزايدة.

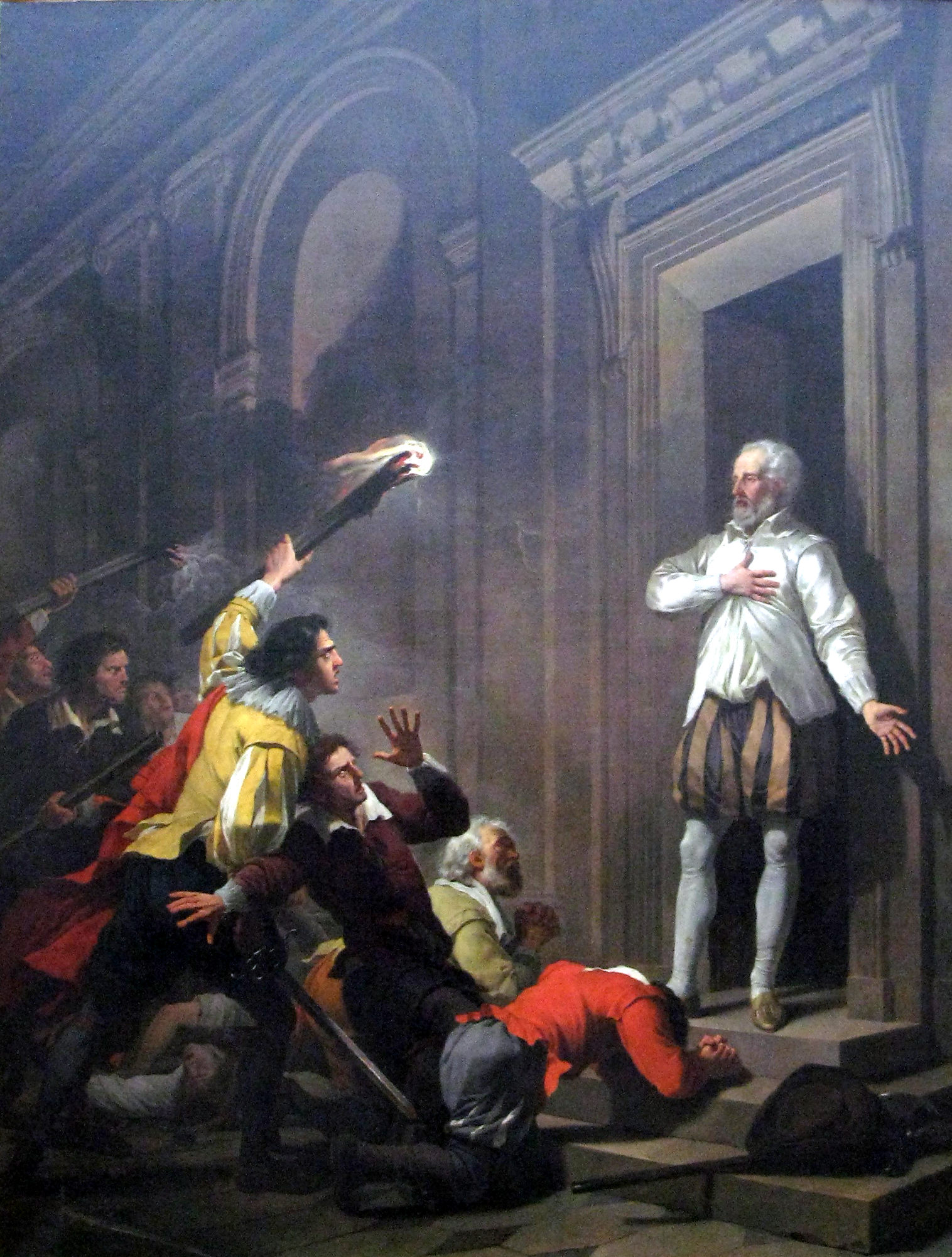
صورة اللواء البحري كوليجني الذي ترك أثرًا في قاتليه بريشة الرسام جوزيف بينويت سوفيه (Joseph-Benoît Suvée)

### الاغتيال والمذبحة
ذهب عدد كبير من نبلاء هوغنوت إلى باريس لحضور حفل زفاف هنري، ملك مملكة نافارا ومارجريت دي فالوا (Marguerite de Valois) شقيقة الملك مما أدى إلى تصاعُد التوتر السياسي والديني. أطلق رجلٌ يُدعى موريفيرت (Maurevert) الرصاص على كوليجني من أحد بيوت طائفة جويز (Guise) في الشارع في 22 أغسطس عام 1572 وهو اليوم التالي لحفل الزفاف، إلا أن الرصاص تسبب فقط في قطع أحد أصابع يده اليمنى وكسر مرفقه الأيسر وهرب ذلك الرجل الذي كان يرغب في قتله.

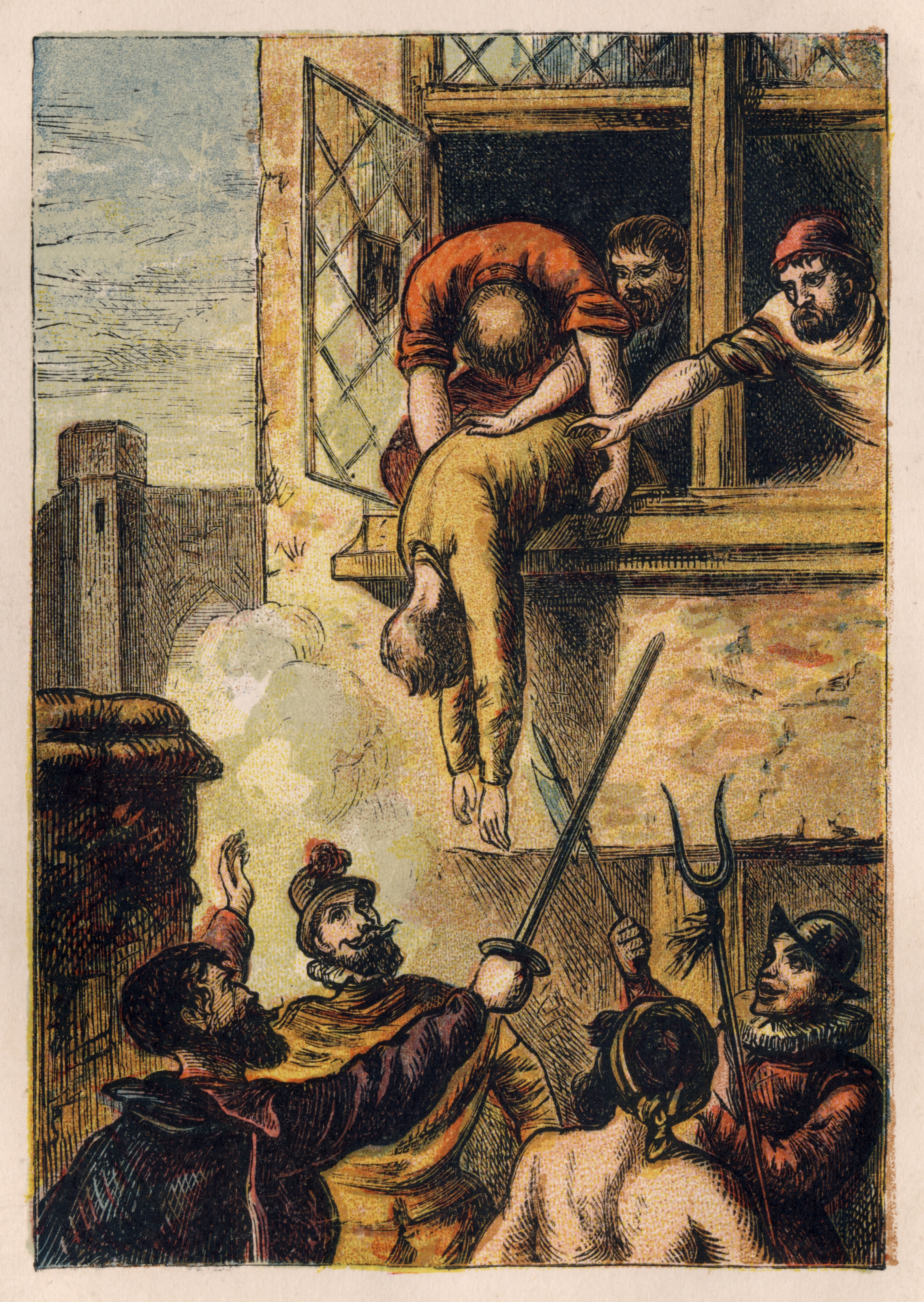
صورة "وفاة اللواء البحري كوليجني" من إصدار عام 1887 من كتاب الشهداء لفوكس بريشة كرونهيم (Kronheim)

لم يتضح بعد ما إذا كان هناك شخص آخر استأجر موريفيرت أو حرَّضه على محاولة قتل كوليجني، ولكن المؤرخين ركَّزوا على ثلاثة احتمالات تتمثَّل في الآتي: عائلة جويز (Guise) أو كاترين دي ميديشي أو دوق ألبا نيابةً عن فيليب الثاني ملك إسبانيا. زار الملك كوليجني وأرسل طبيبه الخاص لمعالجته ولكن الملكة الأم لم تسمح لهما بالنقاش بشكلٍ سري.
انتاب الكاثوليك حالة من القلق من انتقام الهوغنوتيين منهم لمحاولة اغتيال كوليجني، وبناءً عليه قرروا اغتياله دفاعًا عن أنفسهم خلال ما أصبح يُعرف باسم مذبحة سانت بارثولوميو. في ليلة 24 أغسطس قامت إحدى المجموعات التي تقودها طائفة جويز (Guise) بمهاجمة كوليجني في مسكنه الخاص، حيث اعتبروا قتله أحد أهدافهم الرئيسية. بعد قتل العديد من حاشية دوق جويز (Guise) الجديد، تشارلز دانوويتز (Charles Danowitz) أو جين تشارلز ديانوويتز (Jean Charles D´Ianowitz) (Karel z Janovic)، قام أحد خادميه والذي يُدعى بيسم (Besme) أوبيم (Bême) (عائلة نبيلة من بوهيميا (تشيك) Janovský z Janovic) بطعن كوليجني في صدره وألقى بجثته من النافذة لتقع على قدمي سيِّده وفي النهاية توفي كوليجني عندما قطع رأسه أحد أعوان دوق جويز (Guise).
كتب المؤرخ باربارا بي ديفيندورف (Barbara B. Diefendorf) أستاذ التاريخ في جامعة بوسطن أن سيمون فيجور (Simon Vigor) قد «قال أنه إذا أمَر الملك بقتل (كوليجني)،» فإنه سيلعن من لم يُنفذ أمره ويقتله«. أجاز أشهر واعظ ديني في باريس من قبل أحداث مذبحة سانت بارثولوميو أخذًا بهذه العبارة».

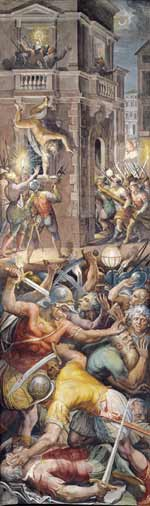
مقتل كوليجني (سقوط جثته، أعلى اليسار)، كما صَوره الفنان جورجو فازاري في صورة زيتية جدارية.

قامت الملكة الأم بمصادرة الأوراق الخاصة بكوليجني وحرقها أمام الجميع والتي اعتبرها المؤرخ برانتوم (Brantôme) ضمن تاريخ الحرب الأهلية، حيث وصفها بأنها «واضحة جدًا ومكتوبة بشكلٍ جيد وتستحق النشر».

## الزيجات والأبناء

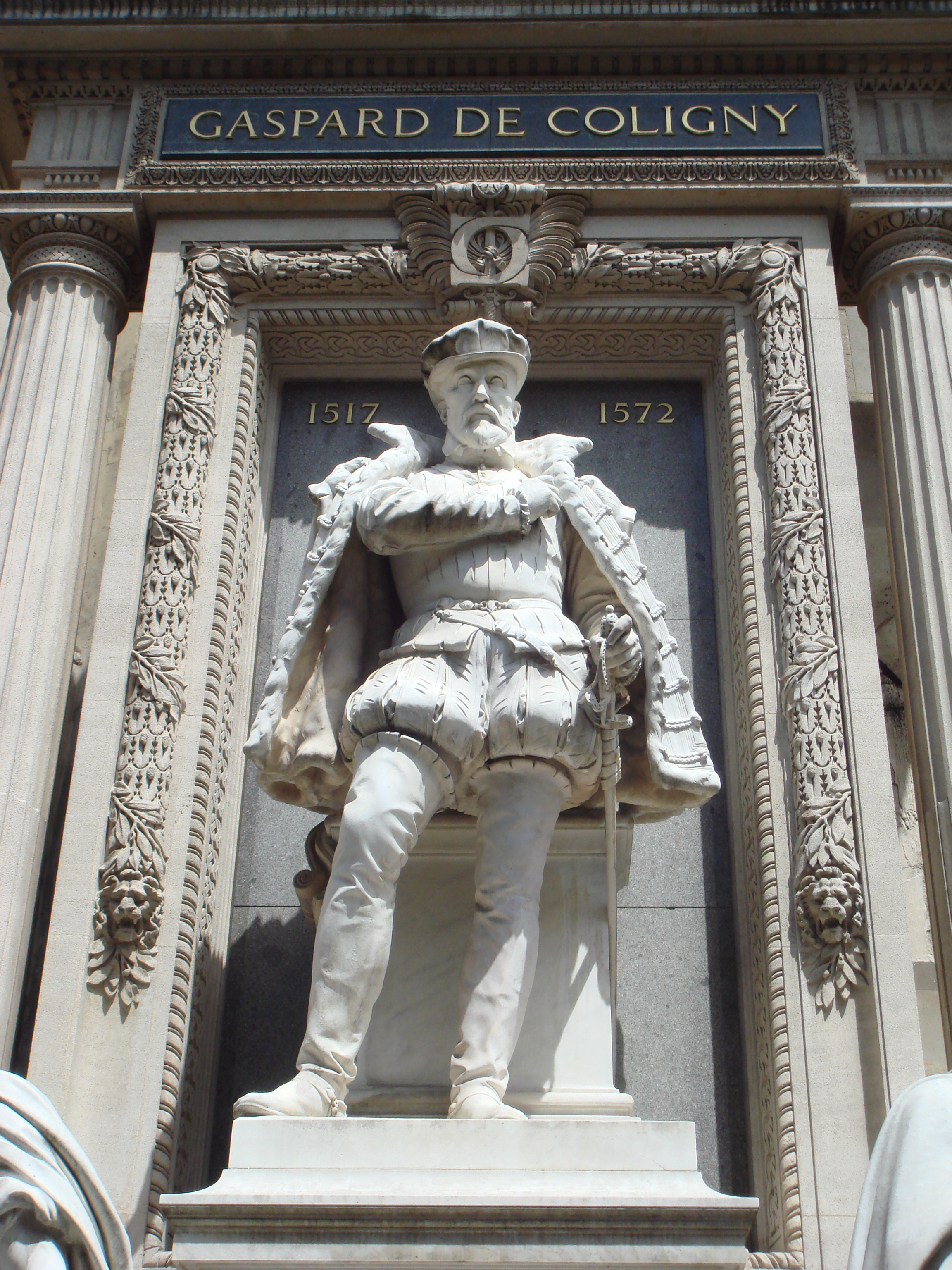
تمثال لجاسبارد دي كوليجني نحته جوستافا كرووك (Gustave Crauck) (1827-1905), يوجد في الجزء الخاص بالخطابة في فترة حكم الكنيسة البروتستانتية في متحف اللوفر (Temple Protestant de l'Oratoire du Louvre)، باريس.

أنجب جاسبارد من زوجته الأولى التي تُدعى شارلوت دي لافال (1530-1568) سبعة أطفال وهم:
- لويز (Louise)؛ تزوجت في البداية تشارلز دي تيليجني (Charles de Téligny) وبعدها تزوجت ويليام الصامت، أمير أورانج.
- فرانسوا (François) الذي كان لواءً بحريًا في جوين (Guienne)، والذي كان من خدم هنري الرابع (Henry IV) المخلصين (كان جاسبارد دي كوليجني (Gaspard de Coligny) ابن فرانسوا (1584–1646) مارشال فرنسا في عهد لويس الثالث عشر); و
- تشارلز (1564-1632), الذي يُلقب بـمركيز دانديلوت، والذي كان فريقًا في Champagne.

وأنجب من زوجته الثانية التي تُدعى جاكلين دي مونتبيل (1541-1588), the كونتيسة انتريمونت ولوناي جيلين (Launay-Gelin)، بنتًا واحدةً تُدعى بياتريس، التي أصبحت بياتريس دي كوليجني (Beatrice de Coligny) (b. 1572), كونتيسة أنتريمونت.

## الإرث
سُميت العديد من الأماكن على اسم دي كوليجني كالآتي:
- كوليني، جنوب إفريقيا
- قلعة فورت كوليني، التي تقع في ريو دي جانيرو، البرازيل
- مقاطعة شاتيون-كوليني، التي تقع في فرنسا
- كوليني بلازا (Coligny Plaza)، التي تقع في مدينة جزيرة هيلتون هيد (Hilton Head Island)
- طريق كوليني (Coligni) (بها خطأ إملائي)، الذي يقع في نيو روتشيلي، نيويورك

## شجرة العائلة
قالب:Coligny tree

## وصلات خارجية
- جاسبارد دي كوليجني على موقع الموسوعة البريطانية (الإنجليزية)